# Rybníček u Dolního Dvora
Rybníček u Dolního Dvora je přírodní památka jihovýchodně obce Lipnice nad Sázavou v okrese Havlíčkův Brod v nadmořské výšce 500–506 metrů. Oblast spravuje Krajský úřad Kraje Vysočina. Důvodem ochrany je rybniční ekosystém s měkkou litorální vegetací a navazujícími mokřadními biotopy, přírodní společenstva makrofytní vegetace přirozených eutrofních a mezotrofních stojatých vod se vzácnými a ohroženými druhy obojživelníků, zejména populace čolka velkého (Triturus cristatus).